# Vahtisaari (ö i Södra Savolax, Nyslott, lat 62,50, long 28,66)
Vahtisaari är en ö i Finland. Den ligger i sjön Kermajärvi och i kommunen Heinävesi i den ekonomiska regionen  Nyslotts ekonomiska region  och landskapet Södra Savolax, i den sydöstra delen av landet, 300 km nordost om huvudstaden Helsingfors. Öns area är 11,2 hektar och dess största längd är 1,1 kilometer i sydöst-nordvästlig riktning.